# Kürsch (Heraldik)

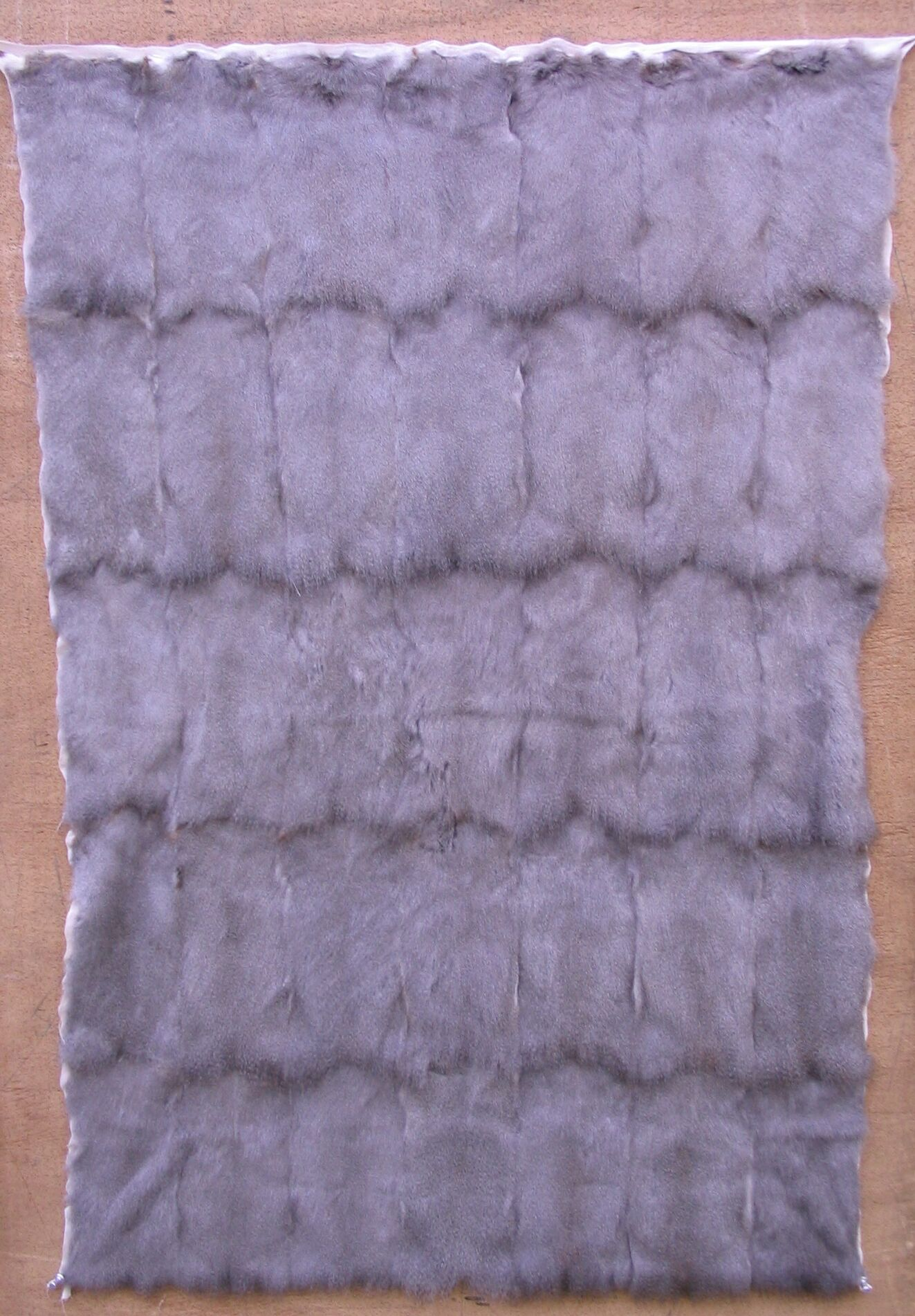
Grauwerk (in der Kürschnerei verwendete Fehrückentafel, Halbfertigprodukt aus tatsächlichen Fellen)

Kürsch, auch Fehwammen oder Grauwerk, zählt in der Heraldik zu den heraldischen Tinkturen und ist eine Untergruppe des heraldischen Pelzwerks, das als schuppenförmige, gekräuselte Flächen mit gewellten, ineinandergreifenden Linien dargestellt wird.

## Herkunft des heraldischen Zeichens
Kürsch stellt eine aus Fellen zusammengenähte Rauchware, früher in der Kürschnerei als Kürsch bezeichnet, dar. Feh bezeichnet in der Pelzbranche das Fell des grauen russischen Eichhörnchens, die Wamme ist das weiße Bauchfell. Von Ersterem ist das heraldische Feh abgeleitet.
Kürschschild mit drei Hermelinschwänzen im Pfahl (Bregenz):

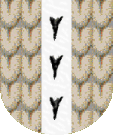
altertümliche, naturalistische Darstellung
dasselbe, moderner Aufriss

## Beispiele

Burgenland AT
Hart-Purgstall AT
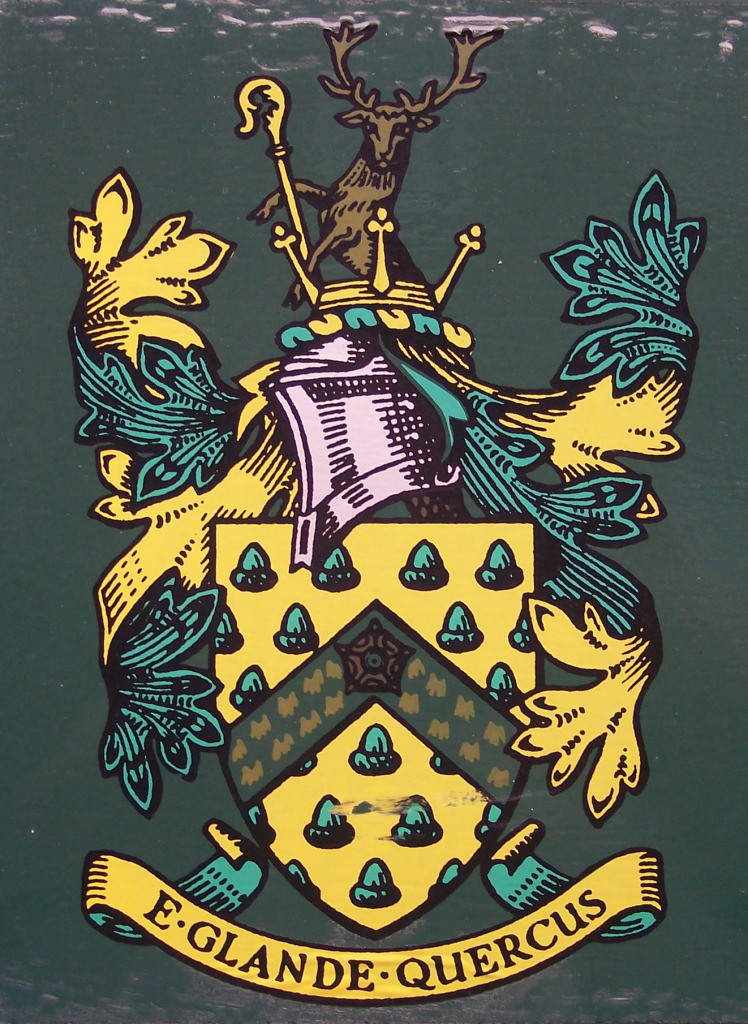
Wokingham GB: Kürschsparren
Sankt Oswald b.P. AT